# Bandai Namco Arts
Pour les articles homonymes, voir BNA.
Bandai Namco Arts Inc. (株式会社バンダイナムコアーツ, Kabushiki gaisha Bandai Namuko Ātsu) est une société japonaise issue de la fusion de Bandai Visual et de sa filiale Lantis annoncée par la société mère Bandai Namco Holdings en février 2018. La société est chargée dans les mêmes domaines que ses prédécesseurs, à savoir la production et la distribution d'anime et de musique japonaise.

## Histoire
En février 2018, Bandai Namco Holdings a annoncé que Lantis et sa société mère Bandai Visual fusionneraient pour former une seule entité dénommée Bandai Namco Arts le 1er avril 2018, qui exercerait les mêmes activités que les deux précédentes sociétés tout en étant plus proches les unes des autres en ne devenant qu'une seule et même entreprise.
Le 15 octobre 2019, Bandai Namco Arts a annoncé avoir investi dans studioMOTHER, un nouveau studio d'animation qui appartient à Voyager Holdings qui détient la licence de Space Battleship Yamato.
Le 8 juin 2020, la société a annoncé avoir conclu un partenariat commercial avec le studio d'animation 8-Bit pour se concentrer sur la production d'œuvres vidéo basées sur l'animation et de contenu connexe dont le premier projet est la série télévisée d'animation Tensura nikki.

## Labels principaux

### Labels vidéos
- Bandai Visual - Films pour enfants, films live-action et drama
- Emotion - Anime et effets spéciaux

### Labels musicaux
- Lantis - Label principal
- Kiramune (ja) - Label de seiyū hommes
- GloryHeaven - Label lié à Sony Music Marketing